# 中國神話傳說 (袁珂)
《中國神話傳說》，是中国神話學專家袁珂撰寫的一部全面敘述中國古代神話體系的專著。
1950年上海商務印書館出版了袁珂的《中国古代神话》简本，初版只有七八萬字。1956年再版，再版本原預計擴充到十五六萬字左右。但袁珂突破出版社要求的字數範圍，經過徹底重寫，篇幅擴大到幾乎是初版的四倍左右，達到三十萬字左右。1959年又做了小修訂後再版，由北京中華書局出版。該書有俄、日、韓多種語言譯本。
1983年在《中国古代神话》一书基础上增補修訂成《中國神話傳說》一书，擴充到六十萬字之多，全書從盤古開天闢地敘述到秦始皇統一六國。

## 《中國神話傳說》目錄
- 導論篇（共十章，前身為前書第一章）
- 開闢篇（共十一章，前身為前書第二、第三章）
- 黃炎篇（共八章，前身為前書第四章）
- 堯舜篇（共五章，前身為前書第五章）
- 羿禹篇上（共五章，前身為前書第六章）
- 羿禹篇下（共八章，前身為前書第七、第八章）
- 夏殷篇（共八章，前身為前書第九章）
- 周秦篇上（共十一章，前身為前書第十章）
- 周秦篇下（共十章，前身為前書第十章）